# Curricà

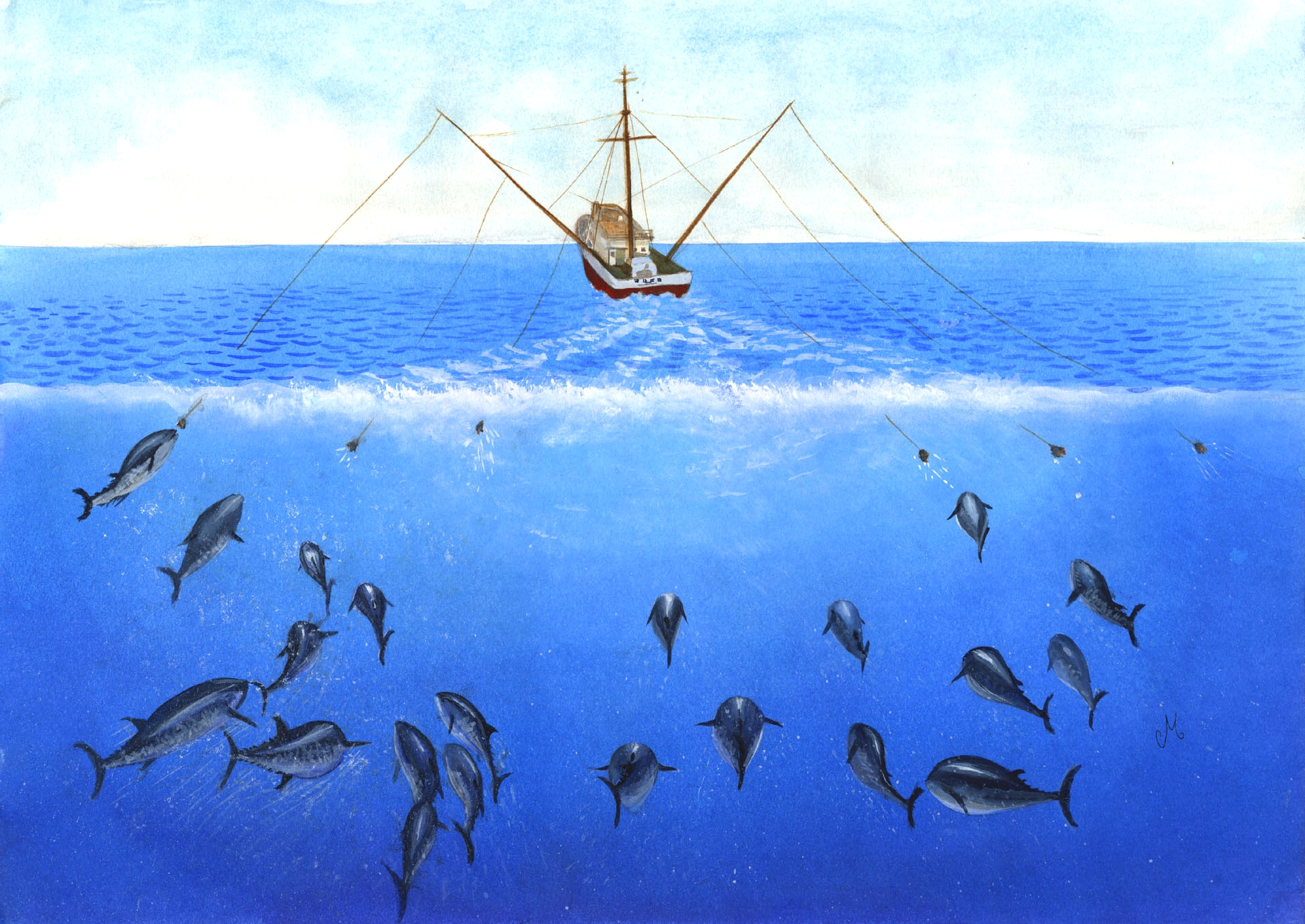
Pesca al curricà

La pesca al curricà, en anglès trolling, és una modalitat de pesca que es basa en l'arrossegament de l'aparell des d'una embarcació en marxa, a mar obert, en grans embassaments, en llacs interiors o en rius.
Des de la costa es practica una modalitat similar, rebent llavors el nom anglès de spinning, una tècnica consistent en llançar i recollir el cimbell amb una canya.
La pesca al curri, com se l'anomena en argot, acostuma a estar dirigida a peixos depredadors, ja que aquests ataquen només esquers en moviment. Se solen usar, tant cimbells (esquers artificials), com naturals (viu o mort). Així mateix, es pot treballar en superfície, a mitges aigües o en profunditat segons l'espècie perseguida. Per a fer curricà de fons o a mitges aigües, s'utilitzen línies plomades, ploms enganxats a la línia, o profunditzadors. Es pot practicar durant tot el dia, però algunes espècies són específiques per al curricà nocturn.
Es realitza a baixa velocitat (1,5 - 2 nusos) per a espècies poc agressives, o bé a velocitat més altes (fins a uns 7 nusos) per a altres espècies més depredadores o de mida més gran, com les tonyines o els marlins. Però l'elecció de la velocitat i la profunditat, no només les determinen l'espècie perseguida, sinó també factors com la proximitat al litoral, la temperatura de l'aigua, l'estat de la mar, l'hora de dia, el tipus de fons disponible, l'època de l'any, etc.